# درجة فرامنغهام للخطورة

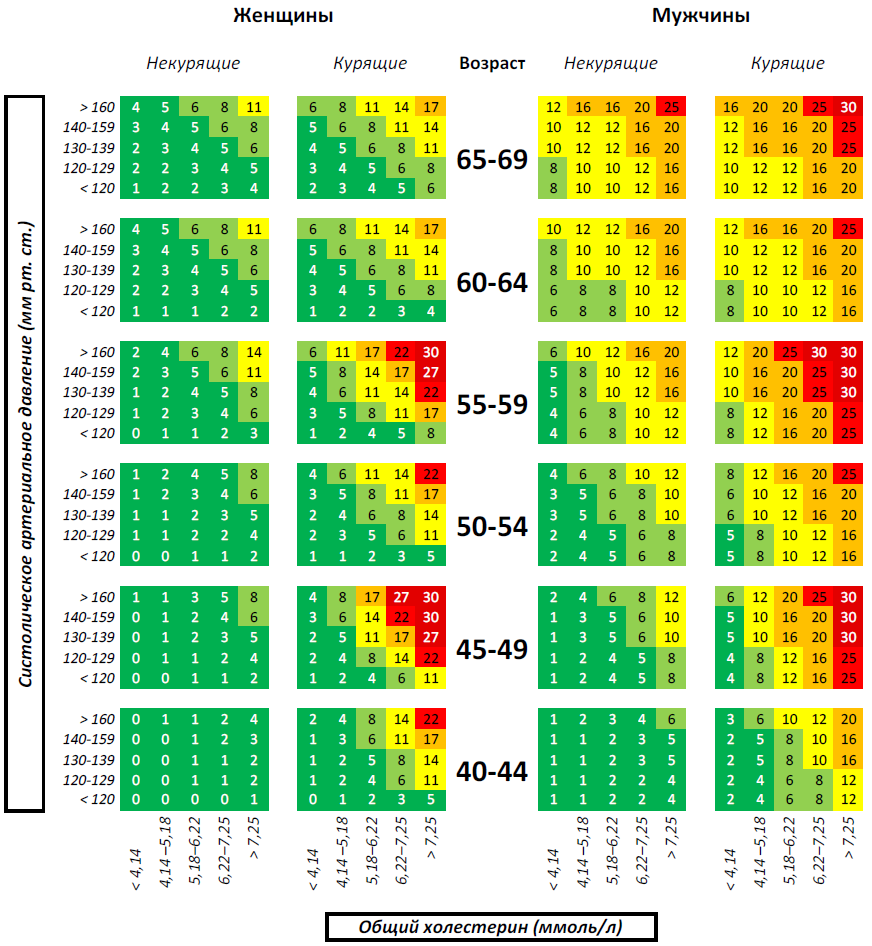
مثال من روسيا لحساب "حرز فرامنغهام للخطورة" وفقا لجدول فرامنغهام NCEP ATP III لسنة 2002.
على اليمين جدول الرجال، وعلى اليسار جدول النساء.
المثال خاص بنقاط الخطورة خلال عشر سنوات لمرض احتشاء عضلة القلب غير-المميت (النوبة القلبية) أو موت القلب المفاجئ حيث قيمة الكولسترول الحميد بين 1.3-1.53 مللى مول/لتر، والمريض لا يتناول خافضات ضغط الدم.

درجة فرامنغهام للخطورة (بالإنجليزية: Framingham Risk Score)‏ هو خوارزمية مصنفة حسب الجنس ذكراً كان أم أنثى، لتقييم عوامل الخطر المحتمل في العشرة أعوام المقبلة من عمر الشخص لإصابته بأمراض القلب والأوعية الدموية.
تم البدء في إنشاء وتطوير «حرز فرامنغهام للخطورة» لأول مرة بهدف تقييم خطورة مرض القلب التاجي للأعوام العشرة القابلة من حياة الشخص، وذلك استنادا إلى بيانات تم الحصول عليها من دراسة فرامنغهام للقلب ، والتي هي دراسة قلبية وعائية طويلة المدى ومستمرة يتم إجراؤها على سكان مدينة فرامينغهام، ماساتشوستس في الولايات المتحدة الأمريكية. وقد بدأت الدراسة في عام 1948 بمشاركة 5209 أشخاص بالغين من مدينة فرامينغهام، وهي الآن في الجيل الثالث من المشاركين، حيث يشارك الآن أكثر من مدرسة طبية ومعهد وجامعة ومعمل ومركز.
ومن أجل زيادة تقييم مخاطر الإصابة بأمراض القلب والأوعية الدموية لمدة عشر أعوام، أُضيف لاحقا إلى الدراسة: الجلطة الدماغية ومرض الشريان المحيطي وقصور القلب كنتائج محتملة «لحرز فرامنغهام للخطورة» نسخة عام 2008، وهذا طبعا بالإضافة إلى مرض القلب التاجي الذي هو أساس الدراسة.

## مقدمة
إن أمراض القلب والأوعية الدموية شائعة بين الناس عامة، وإن كان غالبية المرضى هم من البالغين، وتلك الأمراض تشمل:
1. أمراض القلب التاجية:
  - انسداد العضلة القلبية (النوبة القلبية).
  - الذبحة الصدرية.
  - قصور القلب.
  - وموت القلب المفاجئ.
2. الأمراض الدماغية الوعائية والسكتة الدماغية ونوبات نقص التروية العابرة (في الدماغ).
3. مرض الشريان المحيطي، العرج المتقطع وإقفار الأطراف البليغ.
4. مرض الأبهر (الأورطى):
  - التصلب العصيدي (تصلب الشرايين)
  - تمدد الأوعية الدموية الأبهري الصدري (أم دم الأبهر الصدري)
  - وتمدد الشريان الأبهرى (الأورطى) البطني.

إن خطورة أمراض القلب والأوعية الدموية في المستقبل لشخص ما، قابلة للتعديل من خلال تغيير نمط الحياة والعلاج الطبي الوقائي. ويمكن لتغيير نمط الحياة أن يشمل التوقف عن التدخين، اتباع نظام غذائي صحي، ممارسة التمارين الرياضية بانتظام..الخ، كما أن العلاج الطبي الوقائي يمكن أن يشمل أدوية الستاتين، جرعة صغيرة من الأسبرين، علاج ارتفاع ضغط الدم، وما إلى ذلك. من المهم أن تكون قادراً على التنبؤ بمخاطر هذا المريض، من أجل تحديد موعد لبدء تعديل نمط الحياة والعلاج الطبي الوقائي.
وقد وُضعت نماذج «متعددة المخاطر» للتنبؤ بمخاطر القلب والأوعية الدموية لكل مريض على حدة. وأحد هذه النماذج هو حرز فرامنغهام للخطورة.
ويستند حرز فرامنغهام للخطورة على النتائج المستخلصة من دراسة فرامنغهام للقلب.

## نظم تسجيل نقاط مخاطر القلب والأوعية الدموية
إن «حرز فرامنغهام للخطورة» هو واحد من عدة أنظمة عديدة تهدف لتحديد احتمالية إصابة الفرد بمرض القلب والأوعية الدموية، وهناك العديد من هذه الأنظمة متاحة على الإنترنت.
إن نظم تسجيل نقاط مخاطر القلب والأوعية الدموية تعطي تقديرا احتمالياً لما يمكن أن تتطور إليه أمراض القلب والشرايين لشخص ما في غضون فترة محددة من الزمن، عادة ما تكون ما بين عشرة إلى ثلاثون عاما. وبما أنها تُعطي مؤشرا احتمالياُ على خطر تطور أمراض القلب والأوعية الدموية مستقبلياً، فإنها بذلك تشير أيضا إلى من هو أكثر احتمالا أن يستفيد من الوقاية قبل تطور المرض.
لهذا السبب، تستخدم نقاط مخاطر القلب والأوعية الدموية لتحديد من الذي ينبغي أن تقدم له العقاقير الوقائية مثل أدوية خفض ضغط الدم وأدوية خفض مستويات الكوليسترول في الدم، فعلى سبيل المثال، وُجد أن ما يقرب من 30٪ من حالات مرض القلب التاجي في كل من الرجال والنساء تُعزى متفردةً لمستويات ضغط الدم الذي تجاوز ارتفاع طبيعي (≥130 / 85)، مما بيّن أن إدارة ضغط الدم ورصده لهو أمر بالغ الأهمية سواء على صحة القلب والأوعية الدموية وكذلك على مستوى التنبؤ بالنتائج.

## الفائدة من حساب المخاطر
إن الطرق المختلفة لحساب احتمالية المخاطر مثل طريقة حرز فرامنغهام للخطورة، تعطي مؤشرا احتماليا للفوائد المرجوة من طرق الوقاية من المرض، فهي بذلك مفيدة لكل من المريض والطبيب لاتخاذ القرار الأمثل بالنسبة للمريض، ما إذا كان تعديل نمط حياة المريض أو اتباع العلاج الطبي الوقائي. كذلك من جملة المنافع تحديد الرجال والنساء الأكثر عرضة لمخاطر الحوادث القلبية الوعائية في المستقبل ومن ثَمّ إفرادهم بالتثقيف المناسب عن المرض وما ينبغى لهم أن يعلموه عن مرضهم للعمل على تخفيض احتمالية تطور المرض في المستقبل.
يمكن حساب تقييم مقدّر بالنسبة المئوية لمخاطر مرض القلب التاجي على مدى السنوات العشر المقبلة بمساعدة حرز فرامنغهام للخطورة. وتبعا لذلك يمكن تصنيف مخاطر أمراض الشرايين التاجية في 10 سنوات بأنها مخاطر منخفضة إذا كان قيمتها 10% أو أقل، ومتوسطة إذا كانت بين 10-20٪، وعالية المخاطر إذا كانت 20% أو أكثر، ومع ذلك فإنه ينبغي أن نتذكر أن هذه التصنيفات (10% و 20%) هي تقديرية.
إن القياس العددى الأكثر أهمية هو أن ننظر في تأثير العلاج. فمثلا إذا افترضنا مجموعة من مئة (100) شخص كل واحد منهم لديه 20٪ من خطر عشر سنوات من أمراض القلب والأوعية الدموية، فهذا يعني أننا نتوقع أن عشرين (20) فردا منهم سيتطور لديه أحد أمراض القلب والأوعية الدموية (مرض القلب التاجي أو السكتة الدماغية) خلال السنوات العشر المقبلة، بينما ثمانون (80) منهم لن يصابوا بأمراض القلب والأوعية الدموية في السنوات العشر المقبلة. فاذا افترضنا أن كل أفراد المجموعة المئة (100) اخذوا مزيجا من العلاجات (على سبيل المثال أدوية لخفض مستويات الكوليسترول في الدم بالإضافة إلى أدوية لخفض ضغط الدم) فإن ذلك يحد من مخاطر الإصابة بأمراض القلب والأوعية الدموية بمقدار النصف أي 10% وهو ما يعني أننا بذلك نتوقع للإصابة بأمراض القلب والأوعية الدموية أن تكون في عشرة (10) أفراد فقط من تلك المجموعة المئة (100) خلال عشرة (10) أعوام، بينما تسعون (90) منهم لا نتوقع لهم إصابة بأمراض القلب والأوعية الدموية. وبذلك، فإن عشرة (10) أفراد من هؤلاء المئة (100) قد تجنب أمراض القلب والأوعية الدموية عن طريق أخذ العلاج لمدة عشر (10) سنوات. أو بعبارة أخرى فإن عشرة (10) أفراد سوف يصابون بأحد أمراض القلب والأوعية الدموية سواء أخذوا العلاج أم لا، وثمانون (80) آخرين لن يصابوا بأحد أمراض القلب والشرايين سواء أخذوا العلاج أم لا.

## القضايا التي أثارها التنبؤ بمخاطر القلب والأوعية الدموية
إنه لمن الأهمية بمكان أن ندرك أن عُمر الشخص هو أقوى مؤشر لخطر القلب والأوعية الدموية في أي معادلة حسابية لتقييم تلك المخاطر.
أغلب الأشخاص الذين تتراوح أعمارهم بين سبعين عاماً فأكثر، هم في خطورة تقدّر بأكثر من 20٪ على مقياس مخاطر القلب والأوعية الدموية لمدة عشر سنوات، بينما لاأحد تقريبا دون سن الأربعين في خطورة تتجاوز 20٪ على نفس المقياس لمدة عشر سنوات. وبما أن أكثر المستفيدين من العلاج هم تلك الفئة الأكثر احتماليّةً أن تتعرض للخطر، فإن هذا يعني بالتالى أن المرضى في الثلاثينات من أعمارهم الذين يعانون من ارتفاع ضغط الدم ومستويات الكوليسترول لا يستفيدون من العلاج إلا النذر اليسير، وبالعكس، فإن علاج المرضى في السبعينات من العمر أصحاب ضغط دم «طبيعي» ومستويات كولسترول «طبيعية» به العديد من الفوائد.
وفي الحقيقة، إن ما سبق يُلقي ظلالا من الشك على حكمة تصنيف الأفراد بحسب ارتفاع ضغط الدم أو الكولسترول فقط ثم علاج نفس الأفراد دون النظر في جزئيتين مهمين ذواتا علاقة هما: أولهما الخطر الإجمالى لأولئك الأفراد بالنسبة لأمراض القلب والأوعية الدموية، وثانيهما مدى أرجحية استفادتهم من العلاج.

## التحقق من صحة حرز فرامنغهام للخطورة
تم التحقق من صحة حرز فرامنغهام للخطورة في الولايات المتحدة الأمريكية، في الرجال أوالنساء على حد سواء، في الأميركيين من أصل أوروبي والأمريكيين من أصل أفريقي. وعلى الرغم من زعم العديد من الدراسات إضافة عوامل قياس اضافية من أجل رفع دقّة حرز فرامنغهام للخطورة في التنبوء بتطور المرض خلال عشر سنوات، إلا أنه بعد البحث ، تبين أن الأدلة قليلة جدا لإثبات أي زيادة تحسن على درجة التنبؤ بالمخاطر أكثر عن حرز فرامنغهام للخطورة بصورته الحالية.

## القيود والقصور في حرز فرامنغهام للخطورة
هناك نوعان من القيود.
حرز فرامنغهام للخطورة يتوقع فقط احتمالات مرض القلب التاجي (CHD) المستقبلية، ولكنه لا يتوقع مجموع الحالات القلبية الوعائية في المستقبل، أو بمعنى آخر أنه لا يتنبأ باحْتِمالِات الخَطَر للسكتة الدماغية ونوبات نقص التروية العابرة في الدماغ (TIA)، وفشل القلب (قصور القلب). وقد أُدرجت هذه النتائج المهمة أيضا للمرضى في حرز فرامنغهام للخطورة للقلب والأوعية الدموية نسخة 2008. ولذلك فإن حسابات الخطورة المحتملة لأمراض القلب والأوعية الدموية في حرز فرامنغهام للخطورة نسخة 2008 عادة ما تكون أعلى منها مقارنة بنسخة 2002.
ويُمكن لحرز فرامنغهام للخطورة المبالغة بزيادة التقدير (أو خفض التقدير) للخطورة المحتملة في الشعوب الأخرى بخلاف سكان الولايات المتحدة الأمريكية ، وكذلك في داخل الولايات المتحدة الأمريكية في الشعوب الأخرى بخلاف الأميركيين من أصول أوروبية أو أفريقية، على سبيل المثال الأمريكيون ذووا الأصول اللاتينية والسكان الأصليون (الهنود الحمر). وليس من الواضح حتى الآن ما إذا كان هذا القيد حقيقياً أو يبدو أن يكون حقيقيا نظرا للاختلافات في منهجية حساب المخاطر وما إلى ذلك. ونتيجة لهذا السبب، فإن بلدانا أخرى قد يفضلون استخدام خوارزميات مختلفة لحساب أخطار القلب والأوعية الدموية، على سبيل المثال SCORE (أو HeartScore) ، الذي أوصت به الجمعية الأوروبية لطب القلب في عام 2007.
كلما أمكن، ينبغي على كل مريض اختيار النموذج الأكثر ملاءمة لشخصه من أجل التنبؤ بتلكم المخاطر، وذلك باستشارة اخصائى طب القلب ليحدد له هذا الاختيار، ولكن ينبغي أيضا أن نتذكر أن نموذج التنبؤ هذا هو مجرد تقدير احتمالى.

## الإصدار الحالي من حرز فرامنغهام للخطورة
نُشر أول إصدار من حرز فرامنغهام للخطورة عام 1998  وتبعه إصدار آخر في 2002 ، ثم تم نشر الإصدار الحالي من حرز فرامنغهام للخطورة في عام 2008 ومازال يُعمل به حتى الآن.
الناشر هو ATP III، أي «لجنة علاج البالغين الثالثة» (بالإنجليزية: Adult Treatment Panel III)‏، وهي لجنة خبراء من المعهد الوطني للقلب والرئة والدم، الذي هو جزء من معاهد الصحة الوطنية الأمريكية (NIH).

## الفروق بين الإصدارات
تضمّن أول إصدار من حرز فرامنغهام للخطورة: العمر والجنس والكولسترول الضار LDL والكوليسترول الحميد HDL، وضغط الدم (وما إذا كان المريض يتناول علاج لارتفاع ضغط الدم أم لا)، وداء السكري، والتدخين. وتم تقدير مخاطر عشرة (10) أعوام للإصابة بأمراض القلب التاجية (CHD). كانت نتائج أول إصدار جيدة، ووتوقعت بشكل صحيح الخطر خلال عشر سنوات لأمراض الشرايين التاجية في الرجال والنساء المنحدرين من أصول أوروبية وأفريقية بالولايات المتحدة الأمريكية.
تم تعديل الإصدار المحدّث ليشمل في نسخته الجديدة عسر شحميات الدم، الفئة العمرية، وما إذا كان ارتفاع ضغط الدم تحت العلاج أم لا، والتدخين، والكوليسترول الكلّي، ولكن تم استبعاد مرض السكري، لأن مرض السكري من النمط الثانى (Type II) تم اعتباره على خطر مماثل يعادل خطورة أمراض الشرايين التاجية، له نفس درجة الخطورة على مدى عشر سنوات مثله كمثل مرضى القلب التاجي. أيضاً اعتُبر المرضى الذين يعانون من مرض السكري من النمط الأول (Type I) منفصلين على حدة ولكن مع أهداف أقل شِدَّة، وعلى الرغم من الأخذ في الاعتبار أنهم مايزالون على خطورة متزايدة، إلا أنه لم تظهر أي دراسة أنهم على نفس درجة خطورة أمراض الشرايين التاجية كمثل أولئك الذين تم تشخيصهم كمرضى يعانون من مرض الشريان التاجي أو كمثل مرضى السكري من النمط الثانى.

## تحليل سكان الولايات المتحدة على معيار فرامنغهام / ATP III
استُخدمت معايير فرامنغهام / ATP III لتقدير خطر أمراض الشرايين التاجية في الولايات المتحدة الأمريكية.
تم استخدام بيانات دراسة كبيرة جدا على 11611 مريض، خاصة ببرنامج بحث استقصاء الصحة الوطنية وفحص التغذية (NHANES III). وكانت أعمار الأفراد تحت الدراسة ما بين العشرون والتاسعة والسبعون (20-79)، ليس لأحد منهم أي شكوى خاصة بأمراض القلب التاجية أو السكتة الدماغية أو أمراض الشرايين المحيطية، أو مرض السكري.
أظهرت النتائج أن: 82٪ من المرضى كانت لهم مخاطر منخفضة (أي 10٪ أو أقل لخطر الإصابة بأمراض القلب لعشر عاما). و 16٪ من المرضى على خطورة متوسطة (ما بين 10-20٪) و 3٪ على مخاطر عالية (20٪ أو أكثر).
أظهرت النتائج أيضا: أن المخاطر العالية أكثر شيوعاً في المرضى المتقدمين في العمر، وأكثر شيوعا في الرجال عن النساء.

## الخطورة المكافئة لمرض القلب التاجي
إن بعض الأشخاص غير المعروف لديهم أمراض قلبية سابقة، لديهم مخاطر عالية للتعرض لحوادث الأمراض القلبية التاجية مماثلة تماما لنفس درجة المخاطر لدى مرضى الأمراض القلبية التاجية.
المتخصصون في مجال أمراض القلب يشيرون إلى أولئك الأشخاص بأن لهم«خطورة مكافئة» لمرض القلب التاجي (بالإنجليزية: having a CHD risk equivalent)‏. وينبغي إدارة هؤلاء الأشخاص كمرضى بأمراض الشرايين التاجية المعروفة.
والأشخاص أصحاب «الخطورة المكافئة» لمرض القلب التاجي، تنطبق عليهم كذلك مخاطر باحتمال يزيد عن نسبة >20٪ للتعرض لانسداد العضلة القلبية (جلطة قلبية) أو موت القلب المفاجئ خلال السنوات العشر المقبلة. إن أصحاب «الخطورة المكافئة» لمرض القلب التاجي هم نماذج سريرية أخرى في المقام الأول من مرض التصلب العصيدي (تصلب الشرايين).
تُدرِج المبادئ التوجيهية للبرنامج الوطنى للتوعية بالكولسترول (NCEP ATP III) مرض السكري باعتباره «خطر مكافئ» لمرض القلب التاجي وذلك لأنه يحوي خطر عشرة أعوام من العمر لمرض القلب التاجى بقيمة تدور حول 20٪.
وتحت مظلة NCEP ATP III، فإن «الخطورة المكافئة» لمرض القلب التاجي هم أصحاب أىٍّ من الأمراض التالية:
1. مرض القلب التاجي السريري (CHD)
2. مرض الشريان السباتي العَرَضِي (CAD)
3. مرض الشريان المحيطي (PAD)
4. تمدد الشريان الأورطي البطني (AAA)
5. الداء السكري
6. مرض الكلى المزمن

## تسميات متعددة لحرز فرامنغهام للخطورة
حرز فرامنغهام للخطورة :
1. الجزء الأول من هذا الاسم، أي «فرامنغهام»، يمكن أن يسمى إما «فرامنغهام» (بالإنجليزية: Framingham)‏ أو «فرامنغهام / ATP III» (بالإنجليزية: Framingham/ATP III)‏ من قِبَلِ المتخصصين في أمراض القلب.
2. والجزء الثاني يمكن ان يُسمى «نقاط» (بالإنجليزية: Score)‏، «نقاط المخاطر» (بالإنجليزية: Risk Score)‏ أو «نقاط الخطر على القلب» (بالإنجليزية: Cardiac Risk Score)‏.

وقد استُخدمت كل تلك التسميات أعلاه، ومع ذلك، فإن «حرز فرامنغهام للخطورة» (بالإنجليزية: Framingham Risk Score)‏ هو الأكثر شيوعا من التسميات الأخرى.

## كيف يمكن حساب حرز فرامنغهام للخطورة
وفيما يلي خطوات حساب «حرز فرامنغهام للخطورة» بالتفاصيل. ومع ذلك، فمن الأسهل بكثير استخدام الحاسب الموجود على شبكة الإنترنت.

### حرز فرامنغهام للخطورةللنساء
اجمع نقاط الخطورة كما هو مبين في الجداول أدناه، ثم انظر في آخر جدول لتحويل مجموع النقاط الكلى إلى النسبة المئوية لاحتمال الخطورة لأمراض القلب خلال العشر سنوات المقبلة للنساء
| الفترة العمرية   | النقاط على العمر |
| ---------------- | ---------------- |
| من 20 إلى 34 سنة | ناقص 7 نقاط      |
| من 35 إلى 39 سنة | ناقص 3 نقاط      |
| من 40 إلى 44 سنة | 0 نقطة           |
| من 45 إلى 49 سنة | 3 نقاط           |
| من 50 إلى 54 سنة | 6 نقاط           |
| من 55 إلى 59 سنة | 8 نقاط           |
| من 60 إلى 64 سنة | 10 نقاط          |
| من 65 إلى 69 سنة | 12 نقاط          |
| من 70 إلى 74 سنة | 14 نقاط          |
| من 75 إلى 79 سنة | 16 نقاط          |

| الفترة العمرية   | تحت 160 | من 160 إلى 199 | من 200 إلى 239 | من 240 إلى 279 | من 280 وأعلى |
| ---------------- | ------- | -------------- | -------------- | -------------- | ------------ |
| من 20 إلى 39 سنة | 0 نقطة  | 4 نقاط         | 8 نقطة         | 11 نقطة        | 13 نقطة      |
| من 40 إلى 49 سنة | 0 نقطة  | 3 نقاط         | 6 نقاط         | 8 نقاط         | 10 نقاط      |
| من 50 إلى 59 سنة | 0 نقطة  | 2 نقطة         | 4 نقطة         | 5 نقطة         | 7 نقطة       |
| من 60 إلى 69 سنة | 0 نقطة  | 1 نقطة         | 2 نقطة         | 3 نقطة         | 4 نقطة       |
| من 70 إلى 79 سنة | 0 نقطة  | 1 نقطة         | 1 نقطة         | 2 نقطة         | 2 نقطة       |

| الفترة العمرية   | للمدخنات | غير المدخنات جميعهن |
| ---------------- | -------- | ------------------- |
| من 20 إلى 39 سنة | 9 نقاط   | 0 نقطة              |
| من 40 إلى 49 سنة | 7 نقاط   | 0 نقطة              |
| من 50 إلى 59 سنة | 4 نقاط   | 0 نقطة              |
| من 60 إلى 69 سنة | 2 نقطة   | 0 نقطة              |
| من 70 إلى 79 سنة | 1 نقطة   | 0 نقطة              |

| الكولسترول الحميد (ملغ / ديسيلتر) | النقاط      |
| --------------------------------- | ----------- |
| من 60 أو أعلى                     | ناقص 1 نقطة |
| من 50 إلى 59                      | 0 نقطة      |
| من 40 إلى 49                      | 1 نقطة      |
| تحت 40                            | 2 نقطة      |

| ضغط الدم الانقباضي (ملم زئبق) | لا تخضع لعلاج ضغط الدم | تخضع لعلاج ضغط الدم |
| ----------------------------- | ---------------------- | ------------------- |
| تحت 120                       | 0 نقطة                 | 0 نقطة              |
| من 120 إلى 129                | 1 نقطة                 | 3 نقاط              |
| من 130 إلى 139                | 2 نقطة                 | 4 نقاط              |
| من 140 إلى 159                | 3 نقاط                 | 5 نقاط              |
| من 160 أو أعلى                | 4 نقاط                 | 6 نقاط              |

| مجموع النقاط      | الخطورة خلال عشر سنوات % |
| ----------------- | ------------------------ |
| تحت 9 نقاط        | أقل من 1٪                |
| من 9 إلى 12 نقطة  | 1٪                       |
| من 13 إلى 14 نقطة | 2٪                       |
| 15 نقطة           | 3٪                       |
| 16 نقطة           | 4%                       |
| 17 نقطة           | 5%                       |
| 18 نقطة           | 6%                       |
| 19 نقطة           | 8%                       |
| 20 نقطة           | 11%                      |
| 21 نقطة           | 14%                      |
| 22 نقطة           | 17%                      |
| 23 نقطة           | 22%                      |
| 24 نقطة           | 27%                      |
| 25 نقطة فأكثر     | أكثر من 30٪              |

### حرز فرامنغهام للخطورةللرجال
اجمع نقاط الخطورة كما هو مبين في الجداول أدناه، ثم انظر في آخر جدول لتحويل مجموع النقاط الكلى إلى النسبة المئوية لاحتمال الخطورة لأمراض القلب خلال العشر سنوات المقبلة للرجال
| الفترة العمرية   | النقاط على العمر |
| ---------------- | ---------------- |
| من 20 إلى 34 سنة | ناقص 9 نقاط      |
| من 35 إلى 39 سنة | ناقص 4 نقاط      |
| من 40 إلى 44 سنة | 0 نقطة           |
| من 45 إلى 49 سنة | 3 نقاط           |
| من 50 إلى 54 سنة | 6 نقاط           |
| من 55 إلى 59 سنة | 8 نقاط           |
| من 60 إلى 64 سنة | 10 نقاط          |
| من 65 إلى 69 سنة | 11 نقاط          |
| من 70 إلى 74 سنة | 12 نقاط          |
| من 75 إلى 79 سنة | 13 نقاط          |

| الفترة العمرية   | تحت 160 | من 160 إلى 199 | من 200 إلى 239 | من 240 إلى 279 | من 280 وأعلى |
| ---------------- | ------- | -------------- | -------------- | -------------- | ------------ |
| من 20 إلى 39 سنة | 0 نقطة  | 4 نقاط         | 7 نقطة         | 9 نقطة         | 11 نقطة      |
| من 40 إلى 49 سنة | 0 نقطة  | 3 نقاط         | 5 نقاط         | 6 نقاط         | 8 نقاط       |
| من 50 إلى 59 سنة | 0 نقطة  | 2 نقطة         | 3 نقطة         | 4 نقطة         | 5 نقطة       |
| من 60 إلى 69 سنة | 0 نقطة  | 1 نقطة         | 1 نقطة         | 2 نقطة         | 3 نقطة       |
| من 70 إلى 79 سنة | 0 نقطة  | 0 نقطة         | 0 نقطة         | 1 نقطة         | 1 نقطة       |

| الفترة العمرية   | للمدخنين | جميع غير المدخنين |
| ---------------- | -------- | ----------------- |
| من 20 إلى 39 سنة | 8 نقاط   | 0 نقطة            |
| من 40 إلى 49 سنة | 5 نقاط   | 0 نقطة            |
| من 50 إلى 59 سنة | 3 نقاط   | 0 نقطة            |
| من 60 إلى 69 سنة | 1 نقطة   | 0 نقطة            |
| من 70 إلى 79 سنة | 1 نقطة   | 0 نقطة            |

| الكولسترول الحميد (ملغ / ديسيلتر) | النقاط      |
| --------------------------------- | ----------- |
| من 60 أو أعلى                     | ناقص 1 نقطة |
| من 50 إلى 59                      | 0 نقطة      |
| من 40 إلى 49                      | 1 نقطة      |
| تحت 40                            | 2 نقطة      |

| ضغط الدم الانقباضي (ملم زئبق) | لا يخضع لعلاج ضغط الدم | يخضع لعلاج ضغط الدم |
| ----------------------------- | ---------------------- | ------------------- |
| تحت 120                       | 0 نقطة                 | 0 نقطة              |
| من 120 إلى 129                | 0 نقطة                 | 1 نقاط              |
| من 130 إلى 139                | 1 نقطة                 | 2 نقاط              |
| من 140 إلى 159                | 1 نقاط                 | 2 نقاط              |
| من 160 أو أعلى                | 2 نقاط                 | 3 نقاط              |

| مجموع النقاط    | الخطورة خلال عشر سنوات % |
| --------------- | ------------------------ |
| 0 نقاط          | أقل من 1٪                |
| من 1 إلى 4 نقطة | 1٪                       |
| من 5 إلى 6 نقطة | 2٪                       |
| 7 نقاط          | 3٪                       |
| 8 نقطة          | 4%                       |
| 9 نقطة          | 5%                       |
| 10 نقطة         | 6%                       |
| 11 نقطة         | 8%                       |
| 12 نقطة         | 10%                      |
| 13 نقطة         | 12%                      |
| 14 نقطة         | 16%                      |
| 15 نقطة         | 20%                      |
| 16 نقطة         | 25%                      |
| 17 نقطة فأكثر   | أكثر من 30٪              |

## لمحات أخرى من نقاط الخطر استنادا إلى دراسة فرامنغهام للقلب
لا يتم توقع مخاطر حدوث أمراض القلب التاجية (CHD) فقط، بل يمكن التنبؤ بأخطار أخرى بالإضافة لذلك.
قام الباحثون في دراسة فرامنغهام للقلب بتطوير نماذج للتنبؤ بنتائج أخرى لأمراض القلب والشرايين بخلاف حالات القلب والأوعية الدموية. فعلى سبيل المثال لا الحصر، وُضِعَ الرجفان الأذيني على درجة المخاطر لمدة 10 سنوات.
- بمكن الرجوع من هذه الوصلة إلى آلة حاسبة لتقييم خطر عشر سنوات للرجفان الأذيني، متاحة على الموقع الإلكتروني لدراسة فرامنغهام للقلب: اضغط هنا.

## وصلات خارجية
- موقع يوفر طريقة حساب سريع لحرز فرامينغهام.
- موقع لحساب حرز فرامينغهام.

### دولية
- Total Cholesterol Distribution vs. CHD deaths.

### منظمات
- Heart Disease and Stroke Statistics - 2006 Update من جمعية القلب الأمريكية.
- مؤسسة أمراض القلب والشراين.
- المؤسسة القلب البريطانية.
- موقع أمراض القلب والشرايين من منظمة الصحة الدولية.